# Мартинюк Йосип Васильович
Йосип Васильович Мартинюк (6 листопада 1950, с. Ценів Козівського району Тернопільської області) — поет, історик, краєзнавець, самодіяльний художник, член Літературного об'єднання освітян Тернопілля, лауреат Всеукраїнського конкурсу «Бурштинове намисто» (2004).

## Біографія
Народився 6 листопада 1950 р. в с. Ценів на Тернопільщині. Після закінчення місцевої восьмирічки середню освіту здобув у Козівській середній школі № 1.
Закінчив історичний факультет Івано-Франківського педінституту ім. В. Стефаника (нині — Прикарпатський університет). З 1973 р. — вчитель історії Конюхівської ЗОШ І-ІІІ ступенів. З проголошенням незалежності України 1991 р. Йосип Мартинюк з подвійною енергією вливається у вир громадського і політичного життя, вивчає і досліджує замовчувану історію сіл Ценева та Конюхи, виступає з промовами на відновлених могилах УСС та вояків УПА, збирає раніше заборонені стрілецькі, повстанські, тюремні пісні, пише власні вірші, друкує статті «Боже, нам єдність подай», «Це наша історія», «Братання на багнетах». Займається дослідженням січового стрілецтва і національно-визвольних змагань ОУН-УПА.
Після виходу на пенсію активно поринає у громадське життя.
Виступає ініціатором та організатором заходів приурочених 100 річчю бою Січових стрільців під Конюхами,автор проекту пам'ятника. 
Ініціює відкриття музею Ксенофонта Сосенка у Конюхах.

Друкувався у збірниках «Лисоня» (1996), «Як ішли стрільці з Бережан» (1997), «Повстанські пісні» ч. ІІІ, в районній і обласній пресі, в альманасі «Освітянська скриня».
У 1999 р. за редакцією В. Подуфалого видав збірку пісень «Земле моя, Україно». Співавтор, упорядник і видавець збірки «Мелодії рідної школи» (2010). Лауреат Всеукраїнського конкурсу «Червона калина» (Тернопіль, 2014).
Йосип Васильович відомий не лише, як поет-пісняр, але і як самодіяльний художник. Він оформив навчальні кабінети, малює портрети видатних діячів і героїв України, панорамні картини «Старий Корсів», які прикрашають історичний кабінет та кабінет народознавства Конюхівської ЗОШ І-ІІІ ст., малює ікони та картини на біблійну тематику для місцевої церкви та світлиць односельчан.
Збірка «Земле моя, Україно» містить пісенні твори професійного рівня, про що засвідчує рецензія співака, заслуженого артиста України, Романа Бойка. Літературне редагування здійснив Борис Демків, музичне — Кузьма Смаль. Провідними у збірнику є високодуховні, патріотичні пісні, хоча твори тут є різнопланові, на різні мистецькі смаки. Окремим розділом представлені пісні на шкільну тематику.
Ім'я Йосипа Мартинюка занесено в Тернопільський Енциклопедичний словник (т. 4, 2009, с. 379)